# 부절
부절(符節) 또는 절월(節鉞)은 고대 중국에서 중앙 정권이 관원에게 어떠한 권한을 수여할 때, 그 관원에게 천자의 군정(軍政) 직권을 대행(혹은 천자를 대신해 지방을 순수)하는 것을 윤허한다는 상징물로써, 그 형태나 양식은 어떤 권력을 대표하느냐에 따라서 제각기 달랐다. 절월은 주로 군사권에 따른 상징으로써 주어졌다.

## 개요
부절은 으레 제국의 권력을 상징하는 것으로 조정이 임명하는 외교관이나 군관(軍官)으로 병사를 모으고 장수를 파견하는 경우, 관리로 천자를 대신해 지방을 순수하는 경우, 황제의 조칙을 행사하기 위해 사신으로 파견되는 경우에 주어졌다. 《칭위잡기(稱謂雜記)》에는 "속설에 무왕(武王)이 도끼로 비렴과 악래를 죽였으므로 임금이 도끼를 주어 군법을 맡게 하였으니 후의 세검(勢劍)과 같았다.(俗說武王鉞殺飛廉, 惡來, 故君以賜鉞以事軍法, 如后之勢劍也)"라고, 그 유래를 설명하고 있다.
절월은 부절(符節)과 부월(斧鉞)의 합칭으로 월(鉞)은 도끼류의 고대 병기이자 제왕이 대신(大臣)을 참살하는 데 사용하였던 생사여탈권의 상징으로, 군주들은 으레 황색 부월을 사용하였다. 부월을 쥔 대신이나 장군은 일반적으로 높은 권위를 누렸다.
부절이나 절월을 수여하는 과정, 예식은 보통 가절(假節)이라 했고, 이를 거쳐 부절을 수여받은 대신들은 지절(持節)이라고 불렸다. 중요한 외교 사절로 파견되는 대신들은 대부분 지절이었으니, 대표적으로 전한(前漢) 시대의 소무(蘇武)가 있다.
군사 방면으로는 위진(魏晉) 시대의 감군사(監軍使)들이 지절, 즉 부절을 받은 자들이었는데, 당(唐) 시대에는 부절을 가진 각지의 초토사(招討使), 관찰사(觀察使) 등 고위 군관들은 통칭 절도사(節度使)로 불렸다.

### 병부
병부(兵符)는 고대 중국에서 병사를 모으거나 명령을 하달하는데 사용되었던 증표이다. 구리, 옥, 나무 또는 돌을 써서 만든 것도 있었다. 형태는 범을 닮았기 때문에 호부(虎符)로도 불렸다. 병부는 두 개로 나누어 반쪽을 군주가 갖고 나머지 반쪽은 휘하 관속에게 발급하여 두 개를 서로 맞춰보아 합치하는 것을 확인함으로써 명령이 발효되었다.
1973년 중국 시안(西安)의 남쪽 교외(지금의 옌타 구) 북침가교촌(北沈家桥村)에서 두호부(杜虎符)가 발굴되었다. 이는 가장 오래된 현존 병부 유물이기도 하다.

## 같이 보기
- 다루가치
- 상방보검